# 大阪大学微生物病研究所
大阪大学 微生物病研究所（おおさかだいがくびせいぶつびょうけんきゅうじょ、英語: Research Institute for Microbial Diseases, The University of Osaka 略称：微研かRIMD）は、大阪大学の附置研究所で、感染症学、免疫学、腫瘍学等の生物学の研究を通して外来伝染病を征圧することを目的とする研究所である。1934年設立。2010年度より共同利用・共同研究拠点に指定されている。

## 概要
関西に微生物病研究機関を要望した谷口腆二（たにぐち てんじ、細菌学者、旧制大阪医科大学）と、その要請を請けた、実業家である山口玄洞の寄付により、1934年（昭和14年）設立。病原体や感染症、免疫系、がんを中心とした研究が行われている。
80年以上の歴史の中では、社会で流行した感染病がきっかけで研究が進められたり（藤野恒三郎、1950年の「しらす中毒事件」（大阪府泉南地方）により腸炎ビブリオの発見）、ウイルスの研究により癌の研究が進展したり、ワクチンの開発が行われたり、免疫系が作動開始する分子メカニズムが解明されたり（審良静男）、分子生物学・ゲノム科学の生物学における、幅広い分野を網羅するようになってきた。
1967年（昭和42年）に北区堂島西町3番地から、大阪大学吹田キャンパス（茨木市）に移転した。附属病院を有していたが、1993年（平成5年）に大阪大学医学部附属病院の移転とともに統合している。

## 沿革
- 1934年（昭和9年）
  - 2月：研究所本館が大阪市北区堂島西町3番地（当時の阪大病院敷地内、現NTTテレパーク堂島敷地内）に竣工。
  - 9月：「竹尾結核研究所」と「大阪特殊皮膚病研究所」と併せて、大阪帝国大学附置の微生物病研究所として発足。
- 1967年（昭和42年）：吹田キャンパスの現在地に移転（一部豊中キャンパスにも分室があった）。
- 1993年（平成5年）：附属病院が医学部附属病院と統合。
- 1994年（平成6年）：部門制から大部門制へ改組。
- 2010年（平成22年）：共同利用・共同研究拠点となる。

## 研究
21世紀COEプログラム
- 2003年
  - 「感染症学・免疫学融合プログラム」
    - 主たる専攻等名：大阪大学医学系研究科分子病態医学専攻[3]

グローバルCOEプログラム
- 2008年
  - 「オルガネラネットワーク医学創成プログラム」
    - 中核となる専攻等名：大阪大学大学院医学系研究科医学専攻[4]

## 組織

### 研究部門
- 感染機構研究部門
  - 分子細菌学分野
  - ウイルス感染制御分野
  - 分子ウイルス分野
  - 感染病態分野
  - 感染微生物分野
- 生体防御研究部門
  - 分子免疫制御分野
  - 自然免疫学分野
  - 免疫化学分野
- 環境応答研究部門
  - 遺伝子生物学分野
  - 発癌制御研究分野
  - 情報伝達分野
  - 細胞制御分野
  - ゲノム動態研究グループ

### 附属施設
- 感染動物実験施設
- 遺伝情報実験センター
  - 遺伝子機能解析分野
  - ゲノム情報解析分野
  - 感染症メタゲノム研究分野
  - ゲノム解析室
  - ネットワーク管理室
- 難治感染症対策研究センター
  - 細菌感染分野
  - 分子原虫学分野
  - ウイルス免疫分野
- 感染症国際研究センター
  - 臨床感染症学研究グループ
  - 病原体同定研究グループ
  - 新興ウイルス感染症研究グループ
  - 病原微生物資源室

### 老化機構・制御研究拠点
- 老化機構・制御研究センター
  - モデル生物研究部門
  - 細胞老化研究部門

### 海外研究拠点
- 日本・タイ感染症共同研究センター
  - 細菌感染部門
  - ウイルス感染部門
  - 薬剤耐性菌部門
  - 感染症治療薬開発部門
  - 大阪-マヒドン感染症センター

### 寄附研究部門
- 籔本難病解明寄附研究部門

### 協働研究所
- BIKEN次世代ワクチン協働研究所
  - ワクチン動態プロジェクト
  - ワクチン創成プロジェクト
  - 粘膜ワクチンプロジェクト

### 共通施設・その他
- 中央実験室

中央実験室は重要な研究機器の有効な共同利用を行うための体制の確立が緊要であるとの所内全般の要望を基盤に、1960年（昭和35年）4月の教授会における審議に基づいて、同年5月の教授会において「中央検査室（中検）」として発足することが承認された。中検の発足により、それまで各部門が所有していた機器をアンケートに基づき中検の管理に移し、部門間のセクショナリズムの壁を破って自由な使用を図りつつ、各部門毎では困難な精密機器の最良状態での保守管理を実施し、高価な研究機器の重複購入を避けて共同購入の方策を取り、研究装備の近代化を促進した。研究機器は年々整備され、1964年（昭和39年）度に「中検」は「中央実験室」と改称された。1965年（昭和40年）度には大型機器が配置され、設置場所に苦慮している矢先に研究所の吹田地区への移転が決定し、中央実験室の設計準備も開始された。1967年（昭和42年）度には吹田移転が行われ、10月23日にレブコ低温槽2台が送り出されてから約1ヶ月半後の12月初旬に中央実験室の移転は終了した。
現在の主要な研究機器としては、分離用超遠心機、透過型・走査型電子顕微鏡、レーザーマイクロダイゼクション、セルソーター、プラスミド自動分離装置、DNAシーケンサー、質量分析装置などが設置されている。また、液体窒素の供給を自動化した大型細胞保存タンク室、特定化学物質を取り扱うための実験室なども完備している。セルソーターによる細胞の分画、質量分析装置による蛋白質の同定、透過型・走査型電子顕微鏡による観察および、DNAシーケンサーによる塩基配列決定については、受託業務として、学内の研究者から依頼されたサンプルの解析を代行している。
- 放射性同位元素実験室 （許可番号　使第1194号）

医学的研究において放射性同位元素を用いる実験を行うための施設として、研究所の吹田キャンパス移転に伴い、1967年（昭和42年）に研究所本館に近接しRI共同実験室として設置された。また、1979年（昭和54年）に北館1階共同無菌RI実験室、1983年（昭和58年）に感染症共同実験室RI実験室、1998年（平成10年）には南館地下1階137Csガンマ線照射室、さらに2007年（平成19年）には遺伝情報実験センターRI実験室が加わった。しかし、2011年（平成23年）の免疫学フロンティア研究センター竣工に伴い、RI共同実験室・北館1階共同無菌RI実験室の両実験室は免疫学フロンティア研究センターに移転。なお、南館の改築に伴い、南館地下1階ガンマ線照射室も北館1階に移転した。
- 感染症共同実験室
- 事務部・研究支援
- 庶務係・会計係・研究協力係
- 企画広報推進室
- 微研ミュージアム

2010年（平成22年）12月17日開設。公開資料の展示施設。海洋堂の協力で製作したインフルエンザウイルスの百万倍拡大フィギュアを展示。

## 立地等
所在地
- 大阪府吹田市山田丘3-1

大阪大学吹田キャンパス内
アクセス
- バス
  - 「阪大本部前」停留所（阪急バス・近鉄バス）
- 鉄道
  - 「北千里駅」（阪急千里線）
  - 「阪大病院前駅」（大阪モノレール彩都線）